# Dolní Krupá (district de Havlíčkův Brod)
Pour les articles homonymes, voir Dolní Krupá.
Dolní Krupá (en allemand : Unter Kraupen) est une commune du district de Havlíčkův Brod, dans la région de Vysočina, en République tchèque. Sa population s'élevait à 423 habitants en 2020.

## Géographie
Dolní Krupá se trouve à 7 km au nord-nord-est de Havlíčkův Brod, à 30 km au nord de Jihlava et à 96 km à l'est-sud-est de Prague.
La commune est limitée par Horní Krupá et Rozsochatec au nord, par Kojetín à l'est, par Břevnice au sud, et par Knyk à l'ouest.

## Histoire
La première mention écrite de la localité date de 1283.

## Transports
Par la route, Dolní Krupá se trouve à 8 km de Havlíčkův Brod, à 34,5 km de Jihlava et à 113 km de Prague.